# 諸賞流
諸賞流（しょしょうりゅう）は、盛岡藩で伝えられてきた柔術の流派である。正式名称を「観世的真諸賞要眼狐伝流」という。
和（柔術）、縄術からなり、足当、肘当、目潰しを中心とした内容の柔術を伝えることで知られる。2007年の時点においても岩手県盛岡市で伝承されており、1979年（昭和54年）8月1日、盛岡市無形文化財の指定を受けている。

## 歴史
諸賞流の伝承によると、遠祖は藤原鎌足で当初は狐伝流と称し、その150年後、伝承が絶えようとした時に坂上田村麻呂が流名を観世流と改めて復興させ、鎌倉時代に源頼朝が主催した相撲大会で観世流27代の毛利宇平太国友が活躍して源頼朝より称賛され並み居る諸侯が称賛（賞賛）したという意味で、諸賞流と名乗るよう申し渡されたと伝えられている。この伝説に依拠して、当流の系譜では毛利宇平太国友を観世流27代、諸賞流初代としている。
諸賞流が盛岡藩に伝わったのは、諸賞流21代（観世流47代）岡武兵衛庸重の代である。岡武兵衛は盛岡藩で医業の家に生まれたが、武芸を好んで諸国を巡り多くの武芸を学んだ。その際、鎌倉に隠棲していた京都の浪人である石田辰之進定政より諸賞流を学んで印可を受けた。後に岡武兵衛庸重は盛岡藩へ帰り、当時の盛岡藩主・南部利幹に召抱えられ盛岡の地で諸賞流が伝承されるようになった。
岡武兵衛庸重には、熊谷治右衛門・中館判之亟・永田進の3人の高弟がいた。岡武兵衛は自らを寛竜軒と号し、熊谷に竜の字を与え英竜軒の号を授け、中館に寛の字を与え寛応軒の号を授けた。以降、伝承者には熊谷派では英〇軒、中館派では寛〇軒の軒号を用いるようになった。これを軒号持字という。それぞれ宗家となって諸賞流を伝承したが、熊谷派と永田派は明治期に失伝した。伝えられているのは中館の系統である。中館派では、57代の松橋宗年が師範を継承する前に南部利済より御留流を申し付けられ、また59代の斗ヶ沢宜樹の時より無辺流を合わせて学ぶようになった。

## 伝系
諸賞流と無辺流の師範は兼任することがあり、また後代の師範が早世して後継者が見当たらない場合は再び先代や先々代が師範を復位することもある。代々の宗家は流派の代表者であり高弟の中で代が変わる場合もあった。
松橋宗年は57代と60代、高橋京三は65代と67代を務めた。
下記は歴代の代表者の一部である。
- 47代　岡武兵衛庸重
- 54代　佐藤延栄
- 55代　中村光亮
- 56代　斗ヶ沢孫慶
- 57代　松橋宗年（54代佐藤延栄と55代中村光亮から学ぶ）
- 58代　中村光謙
- 59代　斗ヶ沢宜樹（56代斗ヶ沢孫慶の次男、斗ヶ沢孫慶と松橋宗年から学ぶ）
- 60代　松橋宗年
- 61代　沢田定興
- 62代　板垣政徳（陸軍大将板垣征四郎の父）
- 63代　宮野朝宗（松橋宗年の弟子）
- 64代　高橋信勝
- 65代　高橋京三（高橋信勝の弟）
- 66代　田中正之
- 67代　高橋京三
- 68代　高橋厚吉（高橋京三の子、高橋京三から学ぶ）
- 69代　熊谷弘志（高橋京三から学ぶ）
- 70代　柳原正弘

## 諸賞流の逸話

### 松橋宗年の逸話
松橋宗年は幼い頃から武芸修行に励んでおり石川門之丞より心眼流、佐々木周蔵より新当流、都筑丈助より大坪流馬術、大村源五郎より田宮流居合と砲術、赤沢重介より弓術を学んだ。諸賞流は五十四代の佐藤延栄と五十五代の中村光亮から学んだ。松橋宗年は新当流の猪川多継とならんで「南部藩の龍虎」といわれていた。松橋が十五,六歳のころ庭の木に藁を巻いて足当ての稽古したが二年ほどで栗の木が枯れてしまったという。また一升樽を細紐でつるして当ての稽古したが一年ほどで樽をびくともさせずにコバ板（側面の板）を折るようになった。1879～1893年まで諸国を遍歴し諸賞流の名を高めた功労者であった。松橋は1904年（明治37年）八十七歳で亡くなった。

#### 御留め武術となった経緯
八代南部利済のとき城内で南部藩各流派の甲冑試合が行われた。その時、諸賞流五十四代の佐藤延栄が病気だったので十九歳の松橋宗年が代理として出場した。試合前に武具奉行から試合で着用する甲冑をどれでも気に入るものを選ぶように言われた。ところが松橋宗年は「諸賞流では、このような甲冑を着る者と試合することはできません。そのわけをお目にかけましょう。」と言って殿中の広間の柱に鎧を括り付け鎧の鳩尾に肘当てを入れて退場した。この時殿の御前であったため諸賞流本髄の足当てではなく肘当てを用いたとされる。立会の奉行が鎧を外して内側を見たところ鎧の蛇腹がバラバラに破れていた。これを見て南部利済は「これは恐ろしい技だ」と言ったので直ちに試合を中止させ、以後諸賞流は他流試合の差し止めを申し渡されたとされる。この時の蛇腹が破れた鎧は大正の初め頃まで残っていた。

## 内容
座って行う小具足と、立って行う立合が中心となり、それぞれの技が、「表」・「𢶷（ほぐれ）」・「裏」の三段階に変化し、これを三重取と呼ぶ。さらに稽古が進むと、「変手」・「手詰」が加わって五段階に変化し五重取と呼ばれる。
1. 表：一般の柔術と同様に、目潰、投げ、逆手、当身、固め技などにより、相手の攻撃を制する。
2. 𢶷：表の技に対する返し技。表の型全てに対する返し技が存在するのが特徴。
3. 裏：肘当て、足当、目潰しなど、当て身を中心として相手を制する。「荷鞍」と呼ばれる防具などを用い、当流が最も重視する当身技の稽古を行う。
4. 変手：逆手での投げ技が中心となる。
5. 手詰：当身を用いて一撃で相手を倒す。

小具足第一部　12本 （19手）
踏落、羽返、水車、腕捫、奏者取、前脇差、
前詰、後詰、右詰、左詰、頤捫、後頤捫
小具足第二部　10本 （15手）
一文字、突掛、調子、小詰、大詰、引捨、後返、取手、髪挟詰、弐人詰
立合第一部　　11本 （16手）
行連、行違、大殺、𨳜詰、鬼神詰、大小搦、大渡、小手乱、推付返、手髪取、柄留
立合第二部　　11本 （14手）
朽木倒、大杉倒、山落、岩石落、十文字、棒捫、胸取、前渡、谷渡、拍子取、弐人詰

### 当身
諸賞流は足当、肘当、目潰を重視する。
肘当
肘での当身。
足当（あしあて）
軸足の踵を上げ体重をかけず加速力で威力を出す。
衝撃だけを相手に伝えるように当てる。
足当の稽古法
樽の蓋を下げ、足当で後ろに飛ばさずにその場で割る。
手拭を提げて、真ん中だけが窪むように当てる。

## 修行段階
中位申渡、中位本伝、免許申渡、免許本伝、印可申渡、印可本伝と進んでいく。また諸賞流和と並行して無辺流と諸賞流別伝縄術を学ぶことになっている。
流派名は中位までを諸賞流、免許では観世流、印可では狐伝流、印可皆伝では観世的真諸賞要眼狐伝流と名称を使い分けている。
諸賞流では「小具足三年、立合三年」と言われ、表稽古を学ぶだけでも六年の歳月を必要とし、戦前戦後の頃は数十年通ってもなお中位申渡に至らなかったものも多かったという。
それぞれ稽古を積んで上達すると、数稽古を行って厳格な試験を受け次の種目を学ぶことができるようになる。
小具足と立合の表、𢶷、裏の各段階を終了すると「中位申渡」と「諸賞流和大要之巻」が与えられ黒帯を締めることが許される。
中位申渡を受けた後に小具足と立合の変手、手詰の五重取の変化を学び「中位本伝」を受ける。
この中位本伝は「顕燈の伝」とも言われ「仁之巻」を授けられる。
ここに至って初めて初心者に指導をすることを許される。
- 仕掛十ヶ条（秘伝）
  - 真向返、左倒、小手返、左手返、面砕、仕掛取、手髪返、人形勝、乱当、乱倒[3]
- 免許仕掛𢶷
- 免許別手真術
- 免許取手三ヶ条

免許取手三ヶ条まで学ぶと「免許申渡」の目録が与えられる。
- 術法　位
- 術法　打捨
- 術法　仕掛
- 術法　当　信
- 術法　勝妙
- 術法　是極之大事
- 覚悟之巻

覚悟之巻を終了すると「免許本伝」を与えられる。
- 甲冑歩立組討
- 秘伝　二十一ヶ条
- 印可三ヶ条
- 印可別手真術　十一箇条
- 軒号仕掛𢶷　七ヶ条
- 大極意之巻
- 楠伝覚悟之巻

印可別手真術　十一箇条までを学び印可となる。
さらに、楠伝覚悟之巻までを学び「軒号」という武名を授かり師範となる。